# 斯特凡納·布魯伊
斯特凡納·布魯伊（1932年12月1日—2005年8月31日）是一名法國前足球運動員，司職前鋒。布魯伊擁有波蘭血統，四次入選 法國國家隊，在1958年世界盃期間，他是法國隊的成員。
布魯伊在法甲上陣423場比賽，在這個法甲比賽中射入139球。

## 榮譽
- 世界盃 季軍：1958年[1]

## 外部鏈接
- Stéphane Bruey （页面存档备份，存于）於法國足球總會（法語）
- 斯特凡納·布魯伊在 National-Football-Teams.com 上的出场纪录